# Strzelectwo na Letnich Igrzyskach Olimpijskich 1912 – karabin małokalibrowy, znikająca tarcza, 25 m
Strzelanie z karabinu małokalibrowego z 25 m było jedną z konkurencji strzeleckich rozgrywanych podczas V Igrzysk Olimpijskich w Sztokholmie. Zawody zostały rozegrane 5 lipca w Kaknäs.
W zawodach wzięło udział trzydziestu sześciu strzelców z ośmiu państw. Zawody te po raz pierwszy znalazły się w programie igrzysk.

## Wyniki
| Miejsce | Zawodnik                | Strzały | Punkty |
| ------- | ----------------------- | ------- | ------ |
| 1       | Vilhelm Carlberg        | 25      | 242    |
| 2       | Johan Hübner von Holst  | 25      | 233    |
| 3       | Gideon Ericsson         | 25      | 231    |
| 4       | Joseph Pepé             | 25      | 231    |
| 5       | Robert Murray           | 25      | 228    |
| 6       | Axel Gyllenkrok         | 25      | 227    |
| 7       | William Pimm            | 25      | 225    |
| 8       | Frederick Hird          | 25      | 221    |
| 9       | Harold Burt             | 24      | 222    |
| 10      | Robert Löfman           | 24      | 221    |
| 11      | Erik Odelberg           | 24      | 219    |
| 12      | Edward Lessimore        | 24      | 218    |
| 13      | William Styles          | 24      | 216    |
| 14      | William McDonnell       | 24      | 212    |
| 15      | Gustaf Boivie           | 24      | 212    |
| 16      | Edwin Anderson          | 24      | 208    |
| 17      | Warren Sprout           | 24      | 205    |
| 18      | Frangiskos Mawromatis   | 24      | 204    |
| 19      | Léon Johnson            | 24      | 203    |
| 20      | Eric Carlberg           | 23      | 219    |
| 21      | Joanis Teofilakis       | 23      | 214    |
| 22      | William Milne           | 23      | 212    |
| 23      | Francis Kemp            | 23      | 206    |
| 24      | William Leushner        | 23      | 206    |
| 25      | Axel Wahlstedt          | 23      | 200    |
| 26      | Aleksandr Dobrżanski    | 23      | 190    |
| 27      | Pierre Gentil           | 23      | 176    |
| 28      | Arthur Nordenswan       | 22      | 200    |
| 29      | David Griffiths         | 22      | 192    |
| 30      | Nikolaos Lewidis        | 22      | 192    |
| 31      | Povl Gerlow             | 21      | 174    |
| 32      | Władimir Potiekin       | 20      | 171    |
| 33      | Sándor Török de Szendrő | 18      | 146    |
| 34      | Carl Osburn             | 18      | 146    |
| 35      | Robert Jonsson          | 17      | 143    |
| 36      | Jakowos Teofilas        | 14      | 116    |